# Kirsty Balfour
Kirsty Balfour (née le 21 février 1984 à Édimbourg en Écosse) est une nageuse britannique spécialiste des épreuves de brasse.

## Palmarès

### Jeux olympiques
| Épreuve / Édition      | Athènes 2004                             | Pékin 2008                              |
| 100 m brasse           | -                                        | 15e temps des demi-finales 1 min 9 s 23 |
| 200 m brasse           | 10e temps des demi-finales 2 min 28 s 92 | 20e temps des séries 2 min 27 s 87      |
| 4 × 100 mètres 4 nages | Disqualification en finale               | -                                       |

### Championnats du monde

#### En grand bassin
- Championnats du monde 2007 à Melbourne ( Australie) :
  -  Médaille d'argent du 200 m brasse.

### Championnats d'Europe

#### En grand bassin
- Championnats d'Europe 2006 à Budapest ( Hongrie) :
  -  Médaille d'or du 200 m brasse.
  -  Médaille d'or au titre du relais 4 × 100 mètres 4 nages.
  -  Médaille d'argent du 100 m brasse.

#### En petit bassin
- Championnats d'Europe 2006 à Helsinki ( Finlande) :
  -  Médaille d'or du 200 m brasse.
  -  Médaille d'argent du 100 m brasse.

### Jeux du Commonwealth
Lors des Jeux du Commonwealth, Kirsty Balfour représente l'Écosse.
- Jeux du Commonwealth de 2006 à Melbourne ( Australie) :
  -  Médaille d'argent du 200 m brasse.
  -  Médaille de bronze du 100 m brasse.

s

## Records

### Records personnels
Ces tableaux détaillent les records personnels de Kirsty Balfour en grand et petit bassin.
| Épreuve      | Temps         | Compétition           | Lieu                 | Date         |
| 100 m brasse | 1 min 7 s 67  | Championnats du monde | Melbourne, Australie | 26 mars 2007 |
| 200 m brasse | 2 min 24 s 04 | Jeux du Commonwealth  | Melbourne, Australie | 18 mars 2006 |

| Épreuve      | Temps         | Compétition                     | Lieu               | Date            |
| 100 m brasse | 1 min 6 s 51  | Coupe du monde de natation FINA | Berlin, Allemagne  | 21 janvier 2006 |
| 200 m brasse | 2 min 21 s 82 | Championnats d'Europe           | Helsinki, Finlande | 8 décembre 2006 |